# Diplosoma gelatinosa
Diplosoma gelatinosa is een zakpijpensoort uit de familie van de Didemnidae. De wetenschappelijke naam van de soort is voor het eerst geldig gepubliceerd in 1841 door Milne-Edwards.